# Un gato del FBI (película de 1965)
Un gato del FBI (título original: That Darn Cat!) es una comedia estadounidense de 1965 dirigida por Robert Stevenson y protagonizada por Hayley Mills y Dean Jones.

## Argumento
Dos torpes criminales atracan un banco, roban 160 000 dólares y raptan a la cajera del banco. La policía y el FBI les buscan. Escondidos en una casa, la cajera, viendo un gato, puede enviar un mensaje a través de él poniendo su reloj con un mensaje de ayuda alrededor de su cuello y enviando al gato a la calle. El gato acaba más tarde en una casa, en la que vive Patricia 'Patti' Randall. Ella descubre el reloj, ve el mensaje en ella y llama por ello al FBI, que envía al agente Zeke Kelso para ocuparse del asunto.
Así empieza toda una serie de confusiones hasta que finalmente el gato lleva al FBI a los criminales. De esa manera son arrestados y la mujer raptada salvada. Después el gato se convierte por ello en una celebridad.

## Reparto
- Hayley Mills - Patricia 'Patti' Randall
- Dean Jones - Agente Zeke Kelso
- Dorothy Provine - Ingrid Randall
- Roddy McDowall - Gregory Benson
- Neville Brand - Dan
- Elsa Lanchester - Kipp MacDougall
- William Demarest - Wilbur MacDougall
- Frank Gorshin - Iggy
- Richard Eastham - Supervisor del FBI, Sr. Newton
- Grayson Hall - Sra. Margaret Miller

## Recepción
La película tuvo muy buenos resultados en la taquilla. También fue la primera película de Dean Jones producida por Walt Disney, quien a partir de esta apareció luego en numerosas otras de la misma productora.